# Gasparin de Bergame

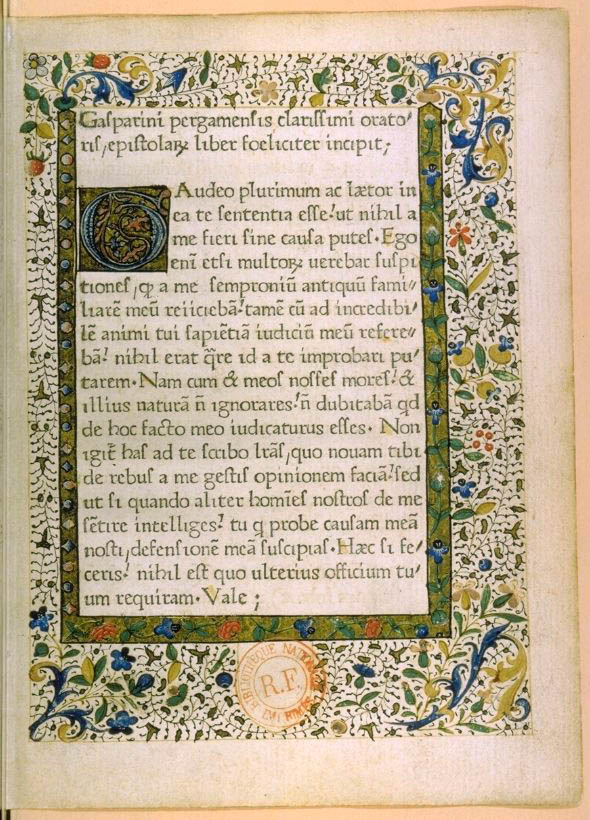
Epistolae imprimé par Michael Friburger, Ulrich Gering et Martin Krantz, Paris, 1470 (BnF, Réserve des livres précieux, cote Rés. Z. 1986).

Gasparin de Bergame (en italien, Gasparino Barzizza ; en latin, Gasparinus Barzizius ou Gasparinus  Pergamensis) est un grammairien et enseignant italien né en 1360 près de Bergame et mort en 1431 à Milan.
Il a œuvré à l'introduction d'un nouveau style épistolaire latin inspiré par les œuvres de Cicéron. Avec Pier Paolo Vergerio l'Ancien, il a joué un rôle important dans le développement de l'humanisme à Padoue. Comme l'un des premiers humanistes italiens, il a enseigné la rhétorique, la grammaire et la philosophie morale dans le but de relancer la littérature latine.

## Biographie
Peut-être né sous le nom de « Gasparino Di Pietrobuono » dans le village de Barzizza, près de Bergame, il étudie la grammaire et la rhétorique à Pavie. Il y reste pour enseigner de 1403 à 1407, et déménage ensuite à Venise pour servir de tuteur privé à la famille Barbaro.
Ne parvenant pas à trouver le soutien de Venise en vue d'établir une école, Gasparino enseigne à Padoue de 1407 à 1421, et profite de cette période, la plus productive d'écriture et où sa réputation en tant que professeur et chercheur est établie.
Il est nommé pour faire la leçon sur la rhétorique et sur des auteurs comme Sénèque, Cicéron, Virgile et Terence. Il crée également l'école primaire, qui offrait un programme d'études humanistes. Il donna notamment des leçons à Vittorino da Feltre et Leon Battista Alberti, ainsi qu'à Antonio Beccadelli, surnommé Il Panormita.
Son recueil d'Epistolae (lettres) est le premier livre imprimé à Paris à l'atelier installé dans la Sorbonne par Jean Heynlin et Guillaume Fichet, par trois ouvriers typographes venus d'Allemagne, Michael Friburger, Ulrich Gering et Martin Krantz ; le même atelier imprimera à la fin de l'année 1470 un autre texte de Gasparin de Bergame, De Orthographia.